# Sofia Djama
Sofia Djama est une scénariste et une réalisatrice algérienne née à Oran en 1979 ou 1982. Primée dès 2012 pour un de ses premiers courts métrages, elle est la seule réalisatrice du continent africain, avec Abdellatif Kechiche, en compétition officielle à la Mostra de Venise en 2017, pour son premier long métrage Les Bienheureux.

## Biographie
Sofia Djama est née à Oran en 1979,, ou 1982. Elle grandit à Béjaïa. En 1999, elle se rend à Alger pour mener des études de lettres et de langues étrangères, ville dans laquelle elle s'installe.
Elle travaille ensuite dans le domaine de la publicité et écrit parallèlement des nouvelles, dont une dont elle tirera quelques années plus tard son court métrage : Mollement, un samedi matin, l'histoire d’un violeur en panne d’érection,.
Ce premier court-métrage est diffusé en 2012, et reçoit un bon accueil. Il est doublement primé au Festival international du court métrage de Clermont-Ferrand (prix de l'ACSE et prix ex-aequo de la meilleure première œuvre de fiction (S.A.C.D)), et présenté au Festival de Malmö, ou encore aux Journées cinématographiques d’Alger, au Festival du court métrage de Dresde, à Abu Dhabi, etc. Il est retenu également par des chaînes de télévision telles que ARTE, Ciné+, France Télévision, la RTBF ou encore TV5 Monde. En 2015, elle soutient une jeune fille refusée à l'accès à l'Université pour une jupe jugée trop courte,, en créant une page Facebook spécifique : #Ma Dignité n'est pas dans la longueur de ma jupe.
En 2017, elle sort le long métrage, Les Bienheureux, retenu en compétition officielle à la Mostra de Venise dans la section Orizzonti. La cinéaste remporte deux récompenses dans le cadre de ce festival international : le premio Brian (en), qui récompense un film défendant les valeurs de respect des droits humains, de la démocratie, du pluralisme, de la liberté de penser, sans les distinctions habituelles fondées sur le genre ou l'orientation sexuelle ; et le prix Lina Mangiacapre, du nom de la figure radicale du féminisme napolitain et italien, destiné à une œuvre qui change les représentations, et les images des femmes au cinéma. Le prix de la meilleure actrice dans la section Orrizonti du festival est décerné à son actrice Lyna Khoudri. « Les films de notre génération sont liés à la question de l’histoire » indique-t-elle.
En janvier 2018, avec son film Les Bienheureux, elle participe à la 19e édition du Black Movie de Genève (Suisse) où elle obtient le prix du public.
En septembre 2022 Sofia Djama est de retour à la Mostra de Venise mais cette fois en tant que membre du jury à la compétition officielle section Orizzonti. Avant cela elle avait été également membre du jury au festival du Caire section films arabes.

## Filmographie

### Comme réalisatrice
- 2012 : Les 100 pas de Monsieur X, court métrage de fiction. Diffusion France 3
- 2012 : Mollement, un samedi matin, court-métrage de fiction. Diffusion Arte, Ciné+, TV5 Monde
- 2017 : Les Bienheureux, long métrage de fiction.

### Comme scénariste
- 2012 : Les 100 pas de Monsieur X, court métrage
- 2012 : Mollement, un samedi matin, court-métrage
- 2016 : Les Bienheureux, long métrage

## Prix
- prix d'interprétation féminine pour Lyna Khoudri, dans la section Orrizonti à la Mostra de Venise 2017
- prix Lina Mangiacapre,  Mostra de Venise 2017
- Bayard de la Meilleure œuvre de fiction FIFF 2017

- Prix du Meilleur Premier Film au Cinemed De Montpellier et Mention Grand Prix, 2017

- Prix de la Meilleure Réalisation au Festival de Dubaï, 2017

- Prix du Public au Festival Black Movie de Genève, 2018